# Stopa wartości dodatkowej
Stopa wartości dodatkowej – wskaźnik ekonomiczny określający stosunek płacy i zysku (w marksizmie stopa wyzysku).
Mierzony poprzez relację {\displaystyle M} wartości dodatkowej, czyli zysku brutto do płacy {\displaystyle V,} oznaczany jako {\displaystyle M'.}
{\displaystyle M'=M/V.}
Historycznie oscyluje wokół 100%, oznacza to iż pracownicy w postaci płacy (koszt płacy i narzutów) otrzymują około połowy wytworzonej przez siebie wartości, druga połowa jest zyskiem właściciela zakładu.
Udział płac w wartości dodanej w Polsce wynosił w roku 2001 42,11%; w roku 2005 spadł do 37,5% (M′ = ~ 166%).